# خطوط دفاعی شاهنشاهی ساسانی
خطوط دفاعی ساسانی شبکه‌ای از دژها، دیوارها و گودال‌هایی بودند که در بخش‌هایی از مرز ایران ساخته شده بودند. این استحکامات بخشی از تاکتیک و استراتژی نظامی ساسانی‌ها به‌شمار می‌آمدند. این خطوط دفاعی امروزه بر اساس یافته‌های باستان‌شناسی شناخته شده‌اند.

## مرز غربی
در اوایل برپایی  پادشاهی ساسانی، تعدادی کشور حائل میان پادشاهی ساسانی و امپراتوری روم قرار داشتند و نقش مهمی در روابط بین این دو امپراتوری داشتند. هردو امپراتوری به تدریج این کشورهای حائل را جذب کردند و آن‌ها را با خطوط دفاعی‌ای جایگزین کردند که مستقیماً توسط دولت مرکزی اداره می‌شدند. از جمله این شهرهای مرزی دارا، نصیبین، آمد، سینگارا، هترا، رها، بزبده، قرقیسیا، رأس عین، الرصافه، رقه، دورا اروپوس، حلبیه، صورا، ارزروم، و سربان بودند.
ریچارد فرای باور دارد گسترش استحکامات دفاعی ساسانی به دستور شاپور دوم، تقلیدی از ساخت خطوط دفاعی رومی در سوریه و بین‌النهرین در دهه‌های پیشین توسط دیوکلسین بوده‌است. خطوط دفاعی رومی در مرز زمین‌های کشاورزی در مقابل بیابان شام قرار داشتند.
در امتداد رود فرات استحکامات دفاعی سنگینی قرار داشت.

## دیوار اعراب
در نخستین سال‌های پادشاهی شاپور دوم، قبایل غارتگر عرب به بخش‌های جنوبی ایران حمله کردند. شاپور دوم پس از شکست تازی‌ها و ایمن کردن مرزهای جنوبی ایران، سیستم دفاعی‌ای را در میان‌رودان پایه‌گذاری کرد کرد تا مانع از اینگونه حملات در آینده شود. این خط دفاعی در فارسی میانه وَر ی تازیگان و در عربی خندق سابور نام داشت (وَر به هر دو معنی دیوار و دریاچه است). این خط دفاعی بین بصره امروزی و خلیج فارس قرار داشت و احتمالاً شامل خندقی بزرگ و دیواری در سمت ایران بوده‌است.
این ناحیه و خط دفاعی آن به احتمال زیاد توسط یک مرزبان اداره می‌شده‌است. در نیمه دوم فرمانروایی ساسانی‌ها، لخمیان اداره این ناحیه را در دست گرفتند. وظیفه آن‌ها محافظت از این ناحیه در مقابل حملات رومی‌ها و غسانیان و نیز مراقبت از زمین‌های کشاورزی دل ایران‌شهر از غارتگری‌های اعراب بادیه‌نشین بود.
ساسانی‌ها در نهایت نگهداری از این خط دفاعی را متوقف کردند، زیرا در آن زمان مشغول جنگ در دیگر مرزهای ایران بودند. اگرچه بعدها اعراب از همین نقطه به ایران حمله کردند و سقوط امپراتوری ساسانی را رقم زدند.

## در قفقاز
در هنگام پادشاهی قباد یکم و خسرو انوشیروان در واکنش به فشارهای مردم شمال کشور مانند الان‌ها، استحکامات نظامی گسترده‌ای در مرز قفقاز مستقر شده بود. تنها نقاط قابل عبور این سیستم دفاعی، گذرگاه‌های در الان و دربند بودند. نظام جدید حکومتی‌ای نیز در این ناحیه توسط خسرو انوشیروان پایه‌گذاری شد که به موجب آن حاکمان محلی مسئول نگهداری از این استحکامات می‌شدند. این حاکمان محلی با عناوینی مانند شروان‌شاه، تبرسراشاه، الان‌شاه/اران‌شاه و لیازشاه شناخته می‌شدند.

### گذرگاه دربند
گذرگاه دربند باریکه‌ای سه کیلومتری در قفقاز شمالی در میان دریای خزر و کوه‌های قفقاز بود. این گذرگاه پس از پیروزی شاپور یکم بر اشکانی‌ها، تحت تسلط ساسانی‌ها قرار گرفت. در هنگامی که ساسانی‌ها مشغول جنگ با بیزانس‌ها و درگیری با هپتال‌ها بودند، قبیله‌های شمالی موفق به پیشروی در شمال شدند.
ساخت دیواری خشتی (حداکثر ضخامت ۸ متر و ارتفاع ۱۶ متر) به یزدگرد دوم نسبت داده شده‌است. هدف ساخت این دیوار بستن گذرگاه دربند بود. این دیوار در شورش‌هایی در سال ۴۵۰ نابود شد.

#### ابزود کواد

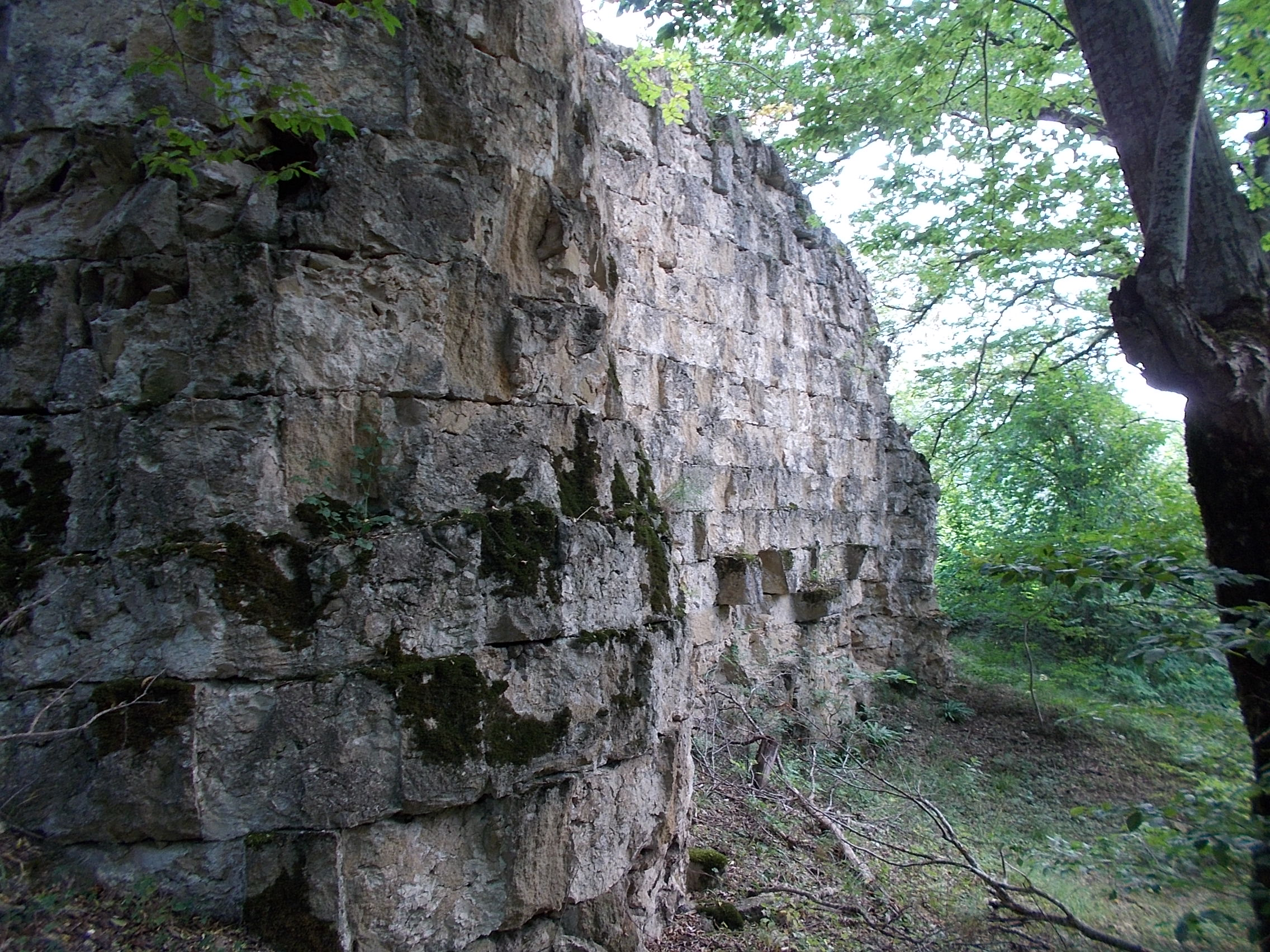

مکان جغرافیایی: ۴۱°۰۷′۵۹″شمالی ۴۹°۰۳′۰۷″شرقی / ۴۱٫۱۳۳°شمالی ۴۹٫۰۵۲°شرقی. تلاش دوم ساسانی‌ها برای بازسازی استحکامات قفقاز در زمان سلطنت قباد یکم رخ داد (۴۹۸–۵۳۱). در این دوران دیوارهای بش برمک (که در منابع اسلامی از آن با نام دیوار برمکی یاد شده‌است) و دیوار شروان (که در منابع عربی از آن با نام سور الطین به معنی حصار گلی یاد شده‌است) همچنین در منابع ارمنی از آن با نام اپزوت کَوات یاد شده‌است؛ ریشه این نام از ابزود کواد در زبان فارسی میانه به معنی فر یا کامکار شدن است. این دیوار از ترکیبی از خشت، سنگ و آجر ساخته شده بود. ساخت این دیوار تا پایان پادشاهش خسرو انوشیروان ادامه داشت اما هرگز کامل نشد. این دیوار از کوه‌های قفقاز در جنوب‌غربی تا ساحل دریای خزر امتداد داشت.

#### دیوار دربند

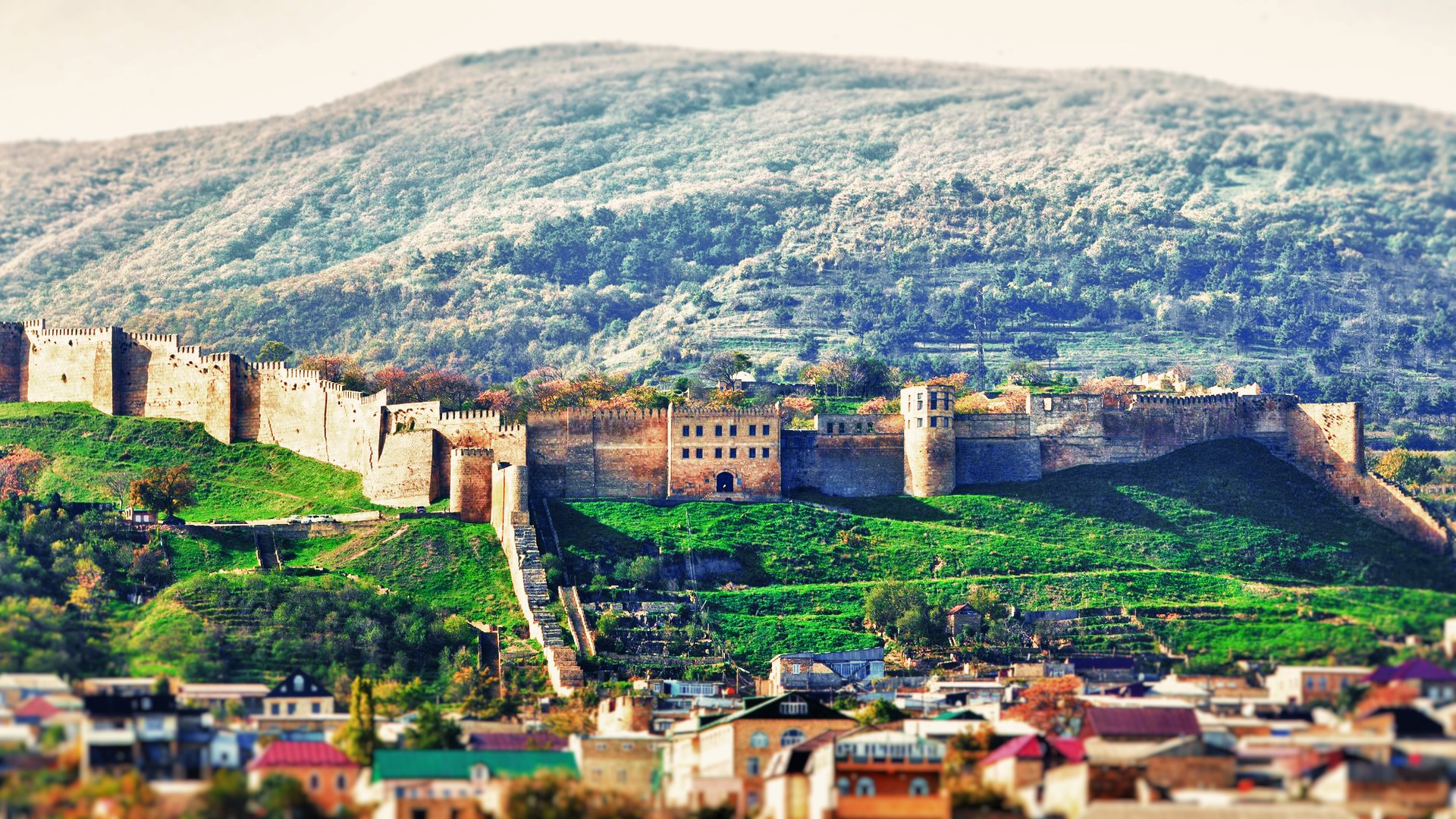
دیوار دربند

دیوار دربند با طول ۳٬۶۵۰ متر در بخش شمالی و ۳٬۵۰۰ متر در بخش جنوبی دارای هفت دروازه، سنگرهای خارجی و برج‌های دیواری مستطیلی و دایره‌ای بود. امروزه بخش شمالی و دیوارهای اصلی شهر باقی مانده‌اند؛ اما بیشتر دیوار جنوبی از بین رفته‌است. تکنیک‌های به‌کار رفته در ساخت این دیوار شبیه به تکنیک‌های به‌کار رفته در ساخت تخت سلیمان است؛ این دو بنا در یک دوره ساخته شده‌اند. دربند همچنین توسط مرزبان ساسانی اداره می‌شد.
گذرگاه دربند مهم‌ترین سازه دفاعی ساسانی در قفقاز بود. تاریخ‌دانان عرب تمامی این خط دفاع را به خسرو انوشیروان نسبت دادند و آن را به عنوان یکی از عجایب جهان به‌شمار می‌آوردند. در قرون وسطا، بستن گذرگاه دربند برای جلوگیری از یورش یأجوج و مأجوج، به اسکندر نسبت داده می‌شد. گذرگاه دربند با نام‌های دروازه اسکندر و دروازه‌های خزر نیز شناخته می‌شود.

### تنگه داریال
تنگه داریال که در پارسی میانه به آن اَرانان در به معنی دروازه اَران‌ها می‌گویند در سرزمین قفقاز واقع شده‌است و در سال‌های ۲۵۲/۲۵۳ به دست ساسانی‌ها افتاد. استحکامات ساخته شده در ین تنگه با نام‌های دروازه اَلان‌ها، دروازه‌های ایبریا و دروازه‌های قفقاز شناخته می‌شدند.

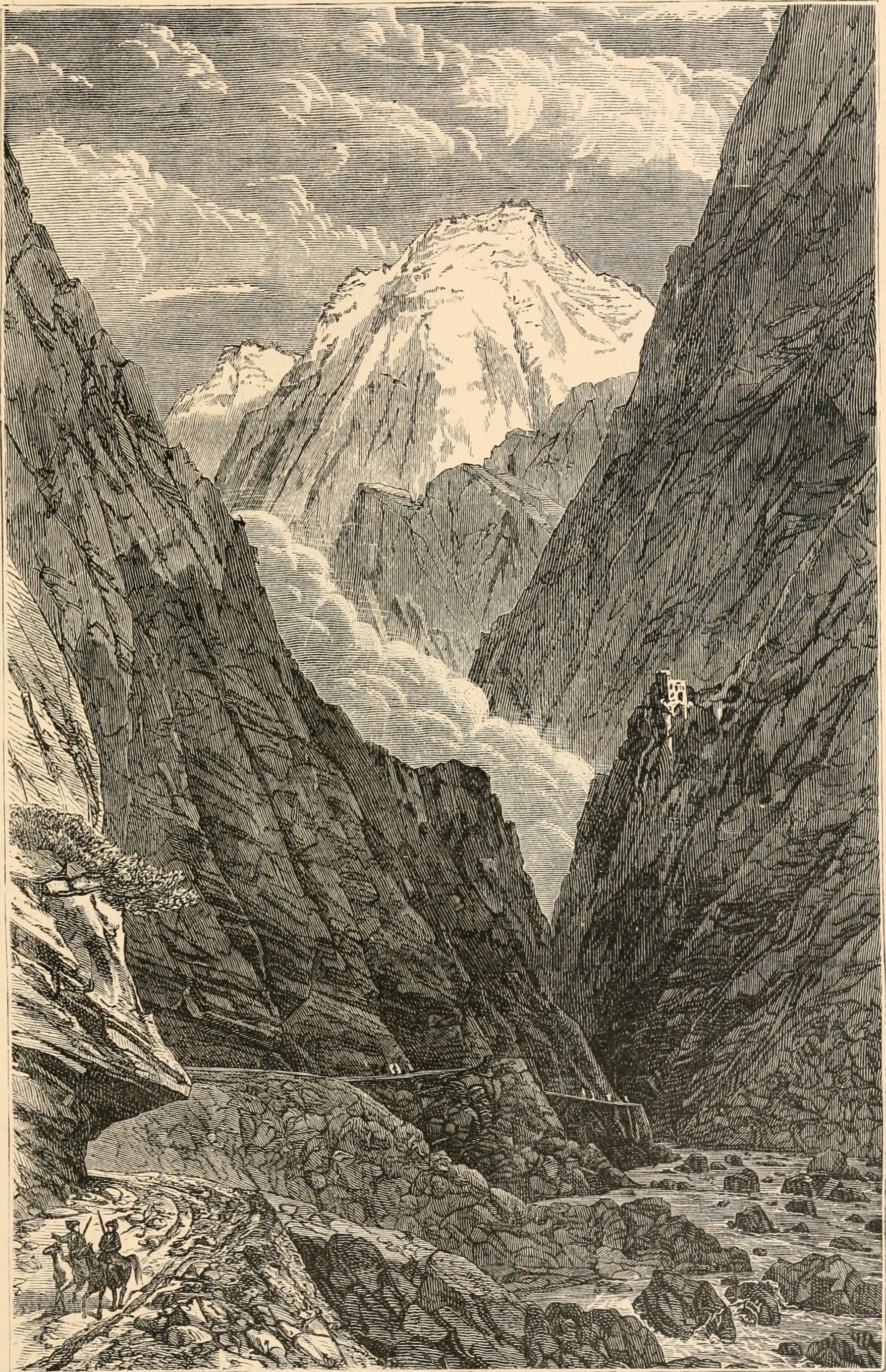
تنگه در الان
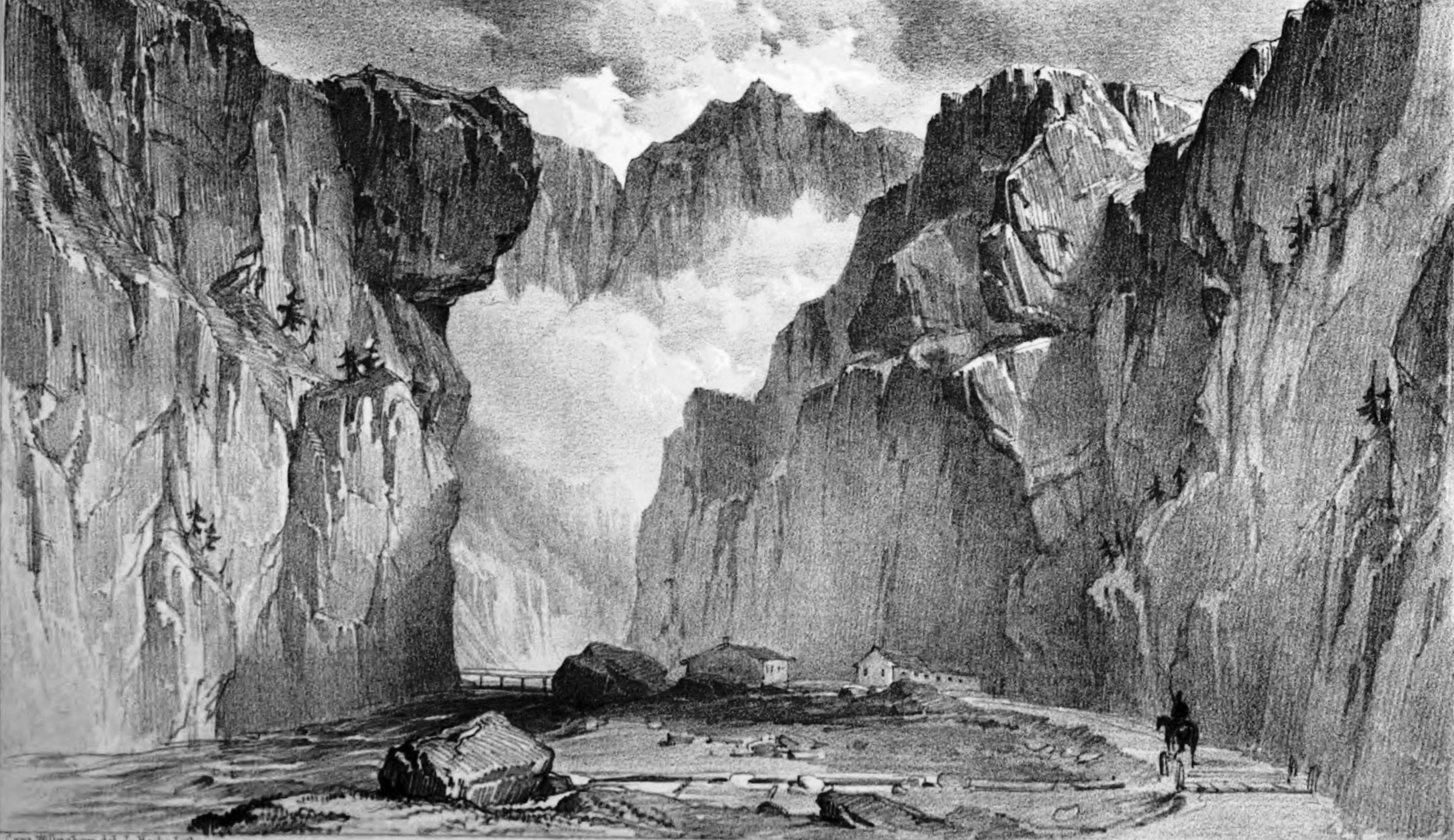
تنگه در الان در ۱۸۴۷
تنگه در الان قبل از سال ۱۹۱۹

## جنوب-شرق خزر

### دیوار بزرگ گرگان

دیوار بزرگ گرگان

دیوار بزرگ گرگان یا دیوار بزرگ اسکندر یا دیوار سرخ که در متون قدیمی با نام مار سرخ نیز نامیده شده‌است دیواری تاریخی است که از کنار دریای خزر در ناحیه گمیشان آغاز شده و تا کوه‌های گلیداغ در شمال شرق کلاله ادامه می‌یافته‌است. هم‌اکنون تقریباً تمام این دیوار از میان رفته‌است و تنها بخش‌های کوچکی از آن که در زیر خاک مدفون مانده، باقی است. دیوار تاریخی گرگان پس از دیوار چین (به طول شش هزار کیلومتر)، بزرگترین دیوار دفاعی جهان است. این دیوار عظیم تاریخی که ۲۰۰ کیلومتر طول دارد در ۲۹ تیرماه سال ۱۳۷۸ به ثبت ملی رسیده‌است.
بیشتر تاریخ‌نگاران براین باورند انوشیروان ساسانی این دیوار را بنا نهاده، اما گردیزی در زین الخبار آغاز بنای آن را به یزدگرد اول و اتمام آن را به انوشیروان نسبت می‌دهد. مارکوارت نیز در شهرستان‌های ایران به ساخت این دیوار توسط یزدگرد و بنای شهر دهستان توسط نرسی اشکانی و کمش تپه توسط آژی‌دهاک اشاره می‌کند. سعید نفیسی هم در تاریخ تمدن ایران ساسانی از تعمیر آن توسط مازیار فرمانروای طبرستان خبر می‌دهد.

### دیوار تمیشه
این دیوار با طول ۱۱ کیلومتر از خلیج گرگان تا رشته‌کوه‌های البرز امتداد داشت. همچنین درگذشته دیواری به طول ۲۲ کیلومتر موازی با دیوار تمیشه میان شهرهای بندر گز و بهشهر قرار داشته‌است.
دیوار تمیشه دومین خط دفاعی پس از دیوار بزرگ گرگان بوده‌است.

## خطوط دفاعی دیگر
- خطوط دفاعی سیستان
- خط دفاعی غرب افغانستان
- دیوار گوری